# Возьмите своего сына, сэр!
«Возьмите своего сына, сэр!» (англ. Take Your Son, Sir!) — незаконченная картина художника-прерафаэлита Форда Мэдокса Брауна, начатая в 1851 году.

## Композиция
На картине изображена женщина, только что родившая ребенка и протягивающая новорождённого его отцу. На бледном лице женщины яркий лихорадочный румянец, напоминающий грим или проявление чахотки, глаза наполовину прикрыты, а маленький тонкогубый рот приоткрыт, демонстрируя зубы. По мнению исследователя Дэвида Сонстроема, демонстрация зубов в контексте викторианской культуры в целом и на картине Брауна в частности, символизирует женскую обиду и агрессию. Лицо женщины измучено и лишено привлекательности. 

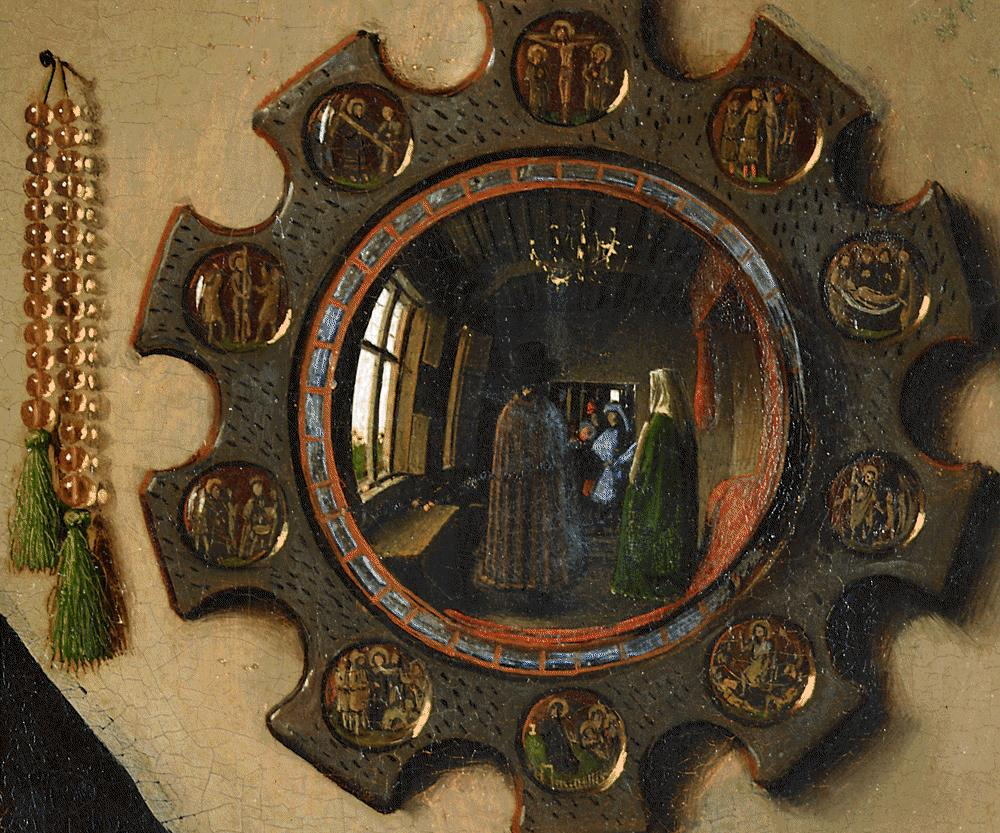
«Портрет четы Арнольфини», 1434 (фрагмент)

За спиной женщины на зелёных в звёздный рисунок обоях висит небольшое круглое зеркало, в котором отражается обстановка комнаты и отец ребенка в костюме и шляпе, протягивающий руки, чтобы взять ребенка. Зеркало, вероятно, было заимствовано Брауном в качестве отсылки к «Портрету четы Арнольфини» Яна ван Эйка, о чем свидетельствуют форма, декор, а также то, что на обеих картинах в зеркале на заднем плане присутствует отражение художника.
Всю нижнюю часть композиции занимает платье женщины, по моде 1850-х годов, снабженное широкой юбкой-кринолином, однако контуры и складки платья намечены лишь грубыми штрихами и остались незаконченными. Название картины и имя автора написаны на незаполненном пространстве платья с правой стороны. Кроме платья, осталось непрописанной часть фона слева, по всей видимости, занавеска или драпировка, а также небольшое пространство вокруг младенца, окруженного складками простыни.

## Интерпретации

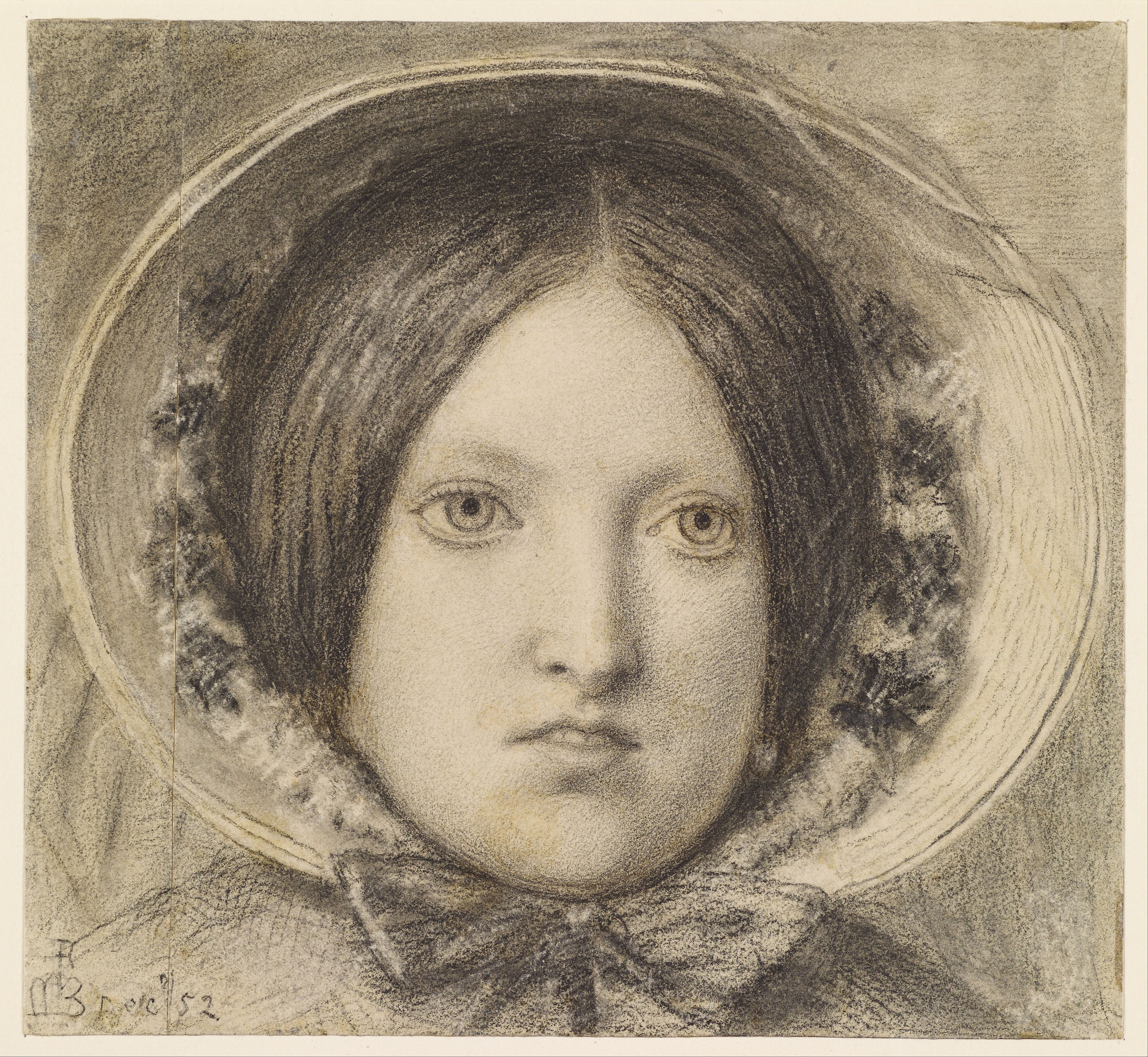
Эмма Хилл. Набросок, выполненный Брауном в 1852 году, незадолго до свадьбы

Моделью для картины послужила, как считается, любовница и впоследствии вторая жена художника, Эмма Хилл (ок. 1829—1890), которая также позировала Брауну для картины «Прощание с Англией» и некоторых других картин, начиная с 1848 года. Примерно в то же время овдовевший художник и молодая девушка стали любовниками и Эмма стала жить в доме Брауна в качестве содержанки. Их первый ребёнок, Кэтрин Мэдокс Браун (1850—1927), родилась вне брака. Соответственно, мужчина в зеркальном отражении на заднем плане — сам Форд Мэдокс Браун. Браун и Эмма поженились в 1853 году. Таким образом, работа над картиной была начата, когда художник и модель ещё не состояли в браке, но после появления на свет первого, незаконнорожденного ребёнка. По строгим порядкам викторианской Англии, подобные связи заслуживали порицания, особенно негативным было отношение к женщине, оказавшейся в роли содержанки. В этой интерпретации название картины «Возьмите своего сына, сэр!» означает не бытовую просьбу подержать ребенка, а требование к отцу признать своего сына, в словах женщины, обращенных к состоятельному любовнику, звучит обвинение.
По мнению историка искусства Маршии Пойнтон, картина намеренно парадоксальна и заключает в себе противопоставление жизни и смерти. Так, изображение ребёнка и складок простыни, в которую он завёрнут, напоминает иллюстрацию из медицинских трактатов того периода, изображающего плод и внутренности женщины в разрезе. Считается, что художник окончательно забросил картину после смерти сына Артура, скончавшегося в июле 1857 года в возрасте десяти месяцев.
Композиция полотна — женщина, стоящая по центру с ребёнком на руках — отсылает также к религиозным картинам, изображающим Мадонну с младенцем. На это указывает и зеркало, визуально образующее нимб вокруг головы матери, и рисунок обоев, напоминающий звёздное небо. Художник мог ссылаться на эту иконографию либо искренне, либо в ироничном контексте.